# Сосновый Солонец
Сосновый Солонец — село в Ставропольском районе Самарской области. Административно входит в сельское поселение Сосновый Солонец и является его центром.

## История
Именовалось село также Сосновка, Сосновое, Дмитриевское Сызранского уезда.

Впервые упоминается «Писцовой переписной и межевой книге 1622—1624 г»: 
«Да за Митрополитом же против приправочных книг письма и меры Ивана Болтина с товарищи в 111 году (1619 г.) написано: у реки у Солоницы на истоке мельница большее колесо, а земли под тою мельницею и под мельничным двором на приезд мельцом и около мельницы по обе стороны плотины две десятины, а ныне та мельница пуста и плотины нет»
При создании Симбирского наместничества в 1780 году, село Дмитриевское Сосновый Солонец тож из Сызранского уезда вошло в состав Самарского уезда.
В 1859 году село Сосновый Солонец Аскульской волости Сызранского уезда был владельческим селом, в собственности графа В. Г. Орлова-Давыдова, в котором в 232 дворах жило: 758 мужчин и 918 женщин, имелась церковь.
В 1885 году в селе, на средства прихожан, была построена Дмитриевская православная церковь, с двумя престолами: в честь Живоначальной Троицы и во имя святого великомученика Димитрия Солунского. Имелась также имелась земская больница.
В 1918 г. Сосновый Солонец — село с количеством дворов 692.
В 1924 году произошло укрупнение волостей с центром в Сосновом Солонце Сызранского уезда Ульяновской губернии с населением 23 тысячи человек в 19 селах. В 1925 г. Сосновый Солонец передан в Самарский уезд Самарской губернии. В 1941—1960 годах существовал Сосново-Солонецкий район.

## География
Село находится в центре Самарской Луки.

## Демография
| 1959 | 2010  |
| ---- | ----- |
| 1869 | ↘1549 |

## Достопримечательности
- Храм во имя святого великомученика Димитрия Солунского. Построен в 2010-2013 годах[8][9]
- Земские учреждения конца XVIII – XIX веков: усадьба Сызранского уездного земства, больница, школа. В настоящее время все три здания занимает сельская больница [10]

## Галерея
- Дорога в селе
- Типичный дом
- Старинная усадьба
- Пятисотлетний дуб